# 「是より北 木曽路」の碑

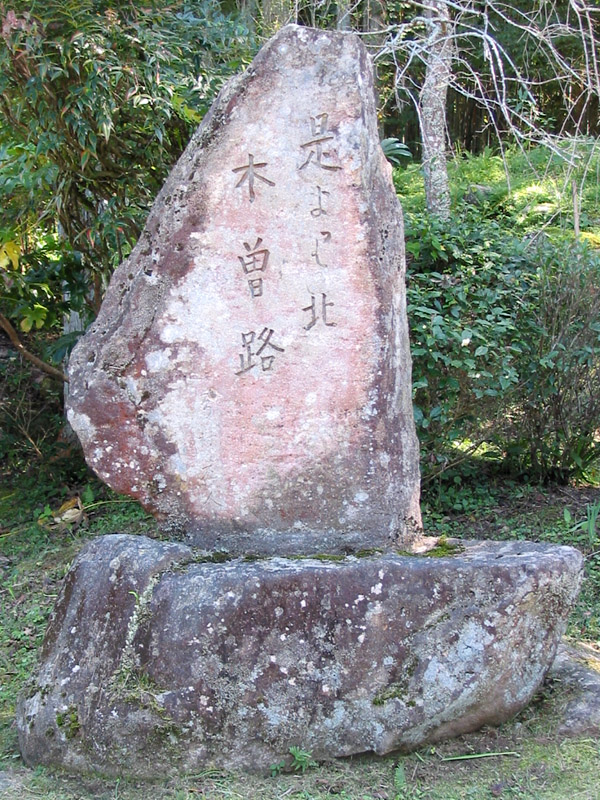
「是より北 木曽路」の碑

「是より北 木曽路」の碑（これよりきたきそじのひ）は、岐阜県中津川市の旧中山道馬籠宿から落合宿間の新茶屋集落にある石碑。

## 概要
- かつての美濃国と信濃国の国境であり、ここから木曽路の入口であるということを示す石碑である。
- 2005年（平成17年）2月13日、長野県木曽郡山口村が越県合併により岐阜県中津川市に編入されるまでは、県境でもあった。
- 1957年（昭和32年）11月、藤村記念館の落成10周年を記念して建立した。
- 書かれている文字は、1940年（昭和15年）7月、当時68歳だった島崎藤村が地元の要請によって揮毫したもの。藤村は60歳頃より藤村老人と名乗っていた。
- 表側の文字は「是より北 木曽路 藤村老人」（「り」は「里」の字を崩した平仮名の変体仮名）である。
- 付近には松尾芭蕉の「おくられつおくりつはては木曾の秋」と刻まれた句碑もある。
- 長野県塩尻市の旧中山道本山宿と贄川宿間には、「是より南 木曽路」の碑がある。